# Pover'ammore (album)
Pover'ammore è un album di Carmelo Zappulla, pubblicato nel 1979 con l'etichetta discografica ZetaEsse. Gli arrangiamenti sono diretti dal M° Eduardo Alfieri. L'album viene ristampato dall'etichetta Canaria nel 1992.

## Tracce
1. Pover'ammore
2. Oi bruna
3. Quanta felicità
4. Si tu
5. 'Na buscia
6. Peccatrice
7. Finalmente
8. Ddoje labbra rosse
9. Maschera
10. Songo nucente
11. Dduje giovani amanti
12. Dint'o silenzio

## Curiosità
L'album contiene il brano Pover'ammore, inciso due mesi prima da Mario Trevi nell'album Mario Trevi - 12º volume. Vedendo il successo di Zappulla, Trevi, già cantante affermato, con successi come Mare verde e Indifferentemente, decide di non esibirsi più con il brano, lasciando il successo al giovane artista siciliano. L'incisione di Carmelo Zappulla vende un milione e mezzo di copie.